# Deutsche Schachzeitung
Deutsche Schachzeitung – niemieckojęzyczny periodyk szachowy ukazujący się w latach 1846 – 1988 w Berlinie. Po roku 1988 zintegrowany z czasopismem SchachReport.
W roku 1985 wznowiono historyczne numery Deutsche Schachzeitung pod postacią 29 tomików wydawnictwa Edition Olms Zürich.

## Chronologiczna lista redaktorów
| od      | do      | redaktor                                              |
| ------- | ------- | ----------------------------------------------------- |
| 1846.07 | 1846.08 | Ludwig Bledow                                         |
| 1846.09 | 1851    | Wilhelm Hanstein, Otto von Oppen                      |
| 1851    | 1852    | Otto von Oppen, N.D. Nathan                           |
| 1852    | 1858    | Otto von Oppen                                        |
| 1858.12 | 1864    | Max Lange                                             |
| 1865.01 | 1866    | E. von Schmidt, Johannes Minckwitz                    |
| 1867    | 1871    | Johannes Minckwitz                                    |
| 1872    | 1876    | Johannes Minckwitz, Adolf Anderssen                   |
| 1876.12 | 1878    | Dr. Constantin Schwede, Adolf Anderssen               |
| 1879.01 | 1886.12 | Johannes Minckwitz                                    |
| 1887.01 | 1891    | Curt von Bardeleben, Hermann von Gottschall           |
| 1892    | 1896    | Hermann von Gottschall                                |
| 1897    |         | Siegbert Tarrasch                                     |
| 1898    |         | Johann Berger, Paul Lipke                             |
| 1899    | 1916    | Johann Berger, Carl Schlechter                        |
| 1917    | 1918    | Carl Schlechter                                       |
| 1919    | 1921    | Jacques Mieses                                        |
| 1922    | 1923    | Friedrich Palitzsch                                   |
| 1924    |         | Friedrich Palitzsch, Ernst Grünfeld                   |
| 1925    |         | Max Blümich, Friedrich Palitzsch, Ernst Grünfeld      |
| 1926    |         | Max Blümich, Friedrich Palitzsch                      |
| 1927    | 1931    | Max Blümich, Friedrich Palitzsch, Heinrich Ranneforth |
| 1932.02 | 1942    | Max Blümich, Heinrich Ranneforth, Josef Halumbirek    |
| 1942.03 | 1942.04 | Heinrich Ranneforth, Josef Halumbirek                 |
| 1942.05 | 1943.03 | Theodor Gerbec, Heinrich Ranneforth, Josef Halumbirek |
| 1943.04 | 1944.09 | Ludwig Rellstab                                       |
| 1950.12 | 1988    | Rudolf Teschner                                       |